# Time Is the Sulphur in the Veins of the Saint - An Excursion on Satan's Fragmenting Principle
Time Is the Sulphur in the Veins of the Saint - An Excursion on Satan's Fragmenting Principle è l'ottavo album in studio del gruppo musicale Abigor, pubblicato il 2010 dalla 
End All Life Productions. 

## Tracce
1. Part I – 19:42
2. Part II – 18:30

## Formazione
- A.R. - voce
- P.K. - chitarra
- T.T. - chitarra, basso, batteria